# جويسي سومبروك
جويسي سومبروك (بالهولندية: Joyce Sombroek)‏ (مواليد 10 سبتمبر 1990)،لاعبة هوكي الحقل ،تلعب في مركز حراسة المرمى، بدأت مشوارها الدولي مع منتخب هولندا لهوكي الحقل في 29 يونيو،2010 ومنذ ذلك الحين أصبحت تلعب في كل بطولة مع منتخب هولندا.
بجانب فوزها بعدة بطولات مع منتخب بلادها، فازت جويسي بعدة ألقاب فردية وكذلك أختيرت من ضمن فريق كل النجوم في أعوام 2011,2010.
تدرس جويسي الصيدلة في الجامعة الحرة بأمستردام.

## البطولات
| الميدالية | المسابقة                            |
| --------- | ----------------------------------- |
| ذهبية     | الألعاب الأولمبية الصيفية 2012      |
| ذهبية     | كأس العالم لهوكي الحقل للسيدات 2014 |
| فضية      | كأس العالم لهوكي الحقل للسيدات 2010 |

## روابط خارجية
- جويسي سومبروك على موقع الاتحاد الدولي للهوكي (الإنجليزية)
- جويسي سومبروك على موقع اللجنة الأولمبية الدولية (الإنجليزية)
- جويسي سومبروك على موقع أوليمبيديا (الإنجليزية)
- جويسي سومبروك على موقع تيم أن.أل (الهولندية)